# Fábio de Melo Sene
Fábio de Melo Sene (7 de julho de 1942 - 11 de junho de 2023) foi um pesquisador brasileiro, membro titular da Academia Brasileira de Ciências na área de Ciências Biológicas desde 1 de junho de 2004.
Professor da Universidade de São Paulo, do campus de Ribeirão Preto, trabalhou na área de genética e evolução.
Foi condecorado na Ordem Nacional do Mérito Científico. Em 2017, recebeu o o prêmio Pesquisador Emérito do Conselho Nacional de Desenvolvimento Científico e Tecnológico (CNPq).